# Грютвикен
Грютвикен (на норвежки: Grytviken) е административният център на британската задморска територия Южна Джорджия и Южни Сандвичеви острови. Селището е най-южната 'столица', главно селище на страна която макар да е зависима и нямаща коренно население, не е част от някоя държава. Грютвикен е разположен на източния бряг на полуостров Тачър, в дъното на заливчето Кинг Едуард, което е част от по-големия залив Източен Къмбърланд на североизточното крайбрежие на остров Южна Джорджия.
Грютвикен е входно пристанище на острова, седалище от 1909 на британския Магистрат и пристанищните, митнически, имиграционни, риболовни и пощенски власти. Административният комплекс на Южноджорджийското правителство е разположен заедно с научната станция на Британската Антарктическа служба на нос Кинг Едуард на входа в едноименния залив на 800 м от изоставената китоловна база.
Китоловната база е изградена от 60 норвежци под ръководството на Карл Антон Ларсен в забележително кратък срок между тяхното пристигане на 16 ноември и пускането в действие на завода за китова мас на 24 декември 1904. Ларсен избира мястото за китоловна база при посещението си през 1902 като капитан на кораба Антарктик на Шведската Антарктическа експедиция, ръководена от Ото Норденшолд.
Грютвикен е първата китоловна база в Антарктика и работи до 4 декември 1964. Първоначално принадлежи на Аржентинската рибна компания основана от Ларсен, като от 1 януари 1906 работи с китоловен лиценз от Губернатора на Фолкландските острови и Зависимите територии, получен чрез британското посолство в Буенос Айрес. През 1960 Грютвикен е продаден на компанията Албион Стар (Южна Джорджия), като през 1963-64 е пренает от японската китоловна компания Кокусай Гьогьо Кабушике Кайша. Заедно с останалите китоловни бази на острова, от 1979 е собственост на британската компания Кристиан Салвесен.
Редовните метеорологични наблюдения в Грютвикен са започнати от Ларсен през 1905. От 1907 се поддържат от Аржентинската рибна компания в сътрудничество с Аржентинското метеорологично бюро съгласно изискванията на британския китоловен лиценз до промяната на тези изисквания през 1949.
По време на Фолкландската война Грютвикен е превзет от аржентинските сили на 3 април 1982, след сражение в което е повредена аржентинската фрегата Герико и един аржентински хеликоптер е свален. След 22 дни окупация аржентинският гарнизон капитулира без съпротива, когато Кралският флот поврежда и пленява аржентинската подводница Санта Фе край острова. След войната Великобритания поддържа на нос Кинг Едуард неголям контингент от сапьори (които извършват и цялостно разминиране на оставените от аржентиците минни полета) до март 2001, когато Британската антарктическа служба възобновява своя контрол върху базата си в Грютвикен.
През последните години изоставената китоловна станция, след десетилетия на разруха при суровия климат на острова, е почистена от отпадъци и замърсяване (петролни продукти, химикали и азбест). Редица сгради са реставрирани от правителството на Южна Джорджия за туристически и други цели. Между тях е прочутата Норвежка църква, пренесена от Норвегия и построена в Грютвикен през 1913. Бившата мениджърска вила е превърната в Музей на Южна Джорджия. Ремонтиран е пристанищният кей, извадени са на вода китоловните кораби Албатрос и Диас, потънали край кея. Има проект за възстановяване производството на хидроенергия от близкия язовир „Гъл Лейк“.
Грютвикен е една от най-популярните туристически дестинации в Антарктика, както заради околната природа, която впечатлява с величесвените планински върхове, ледници и фиорди, така и за историческите забележителности в китоловната база, в чието гробище през 1922 е погребан и известният полярен изследовател сър Ърнест Шекълтън. В Грютвикен е роден първият човек в Антарктика - Солвейг Гунбьорг Якобсен.